# Containerbrücke

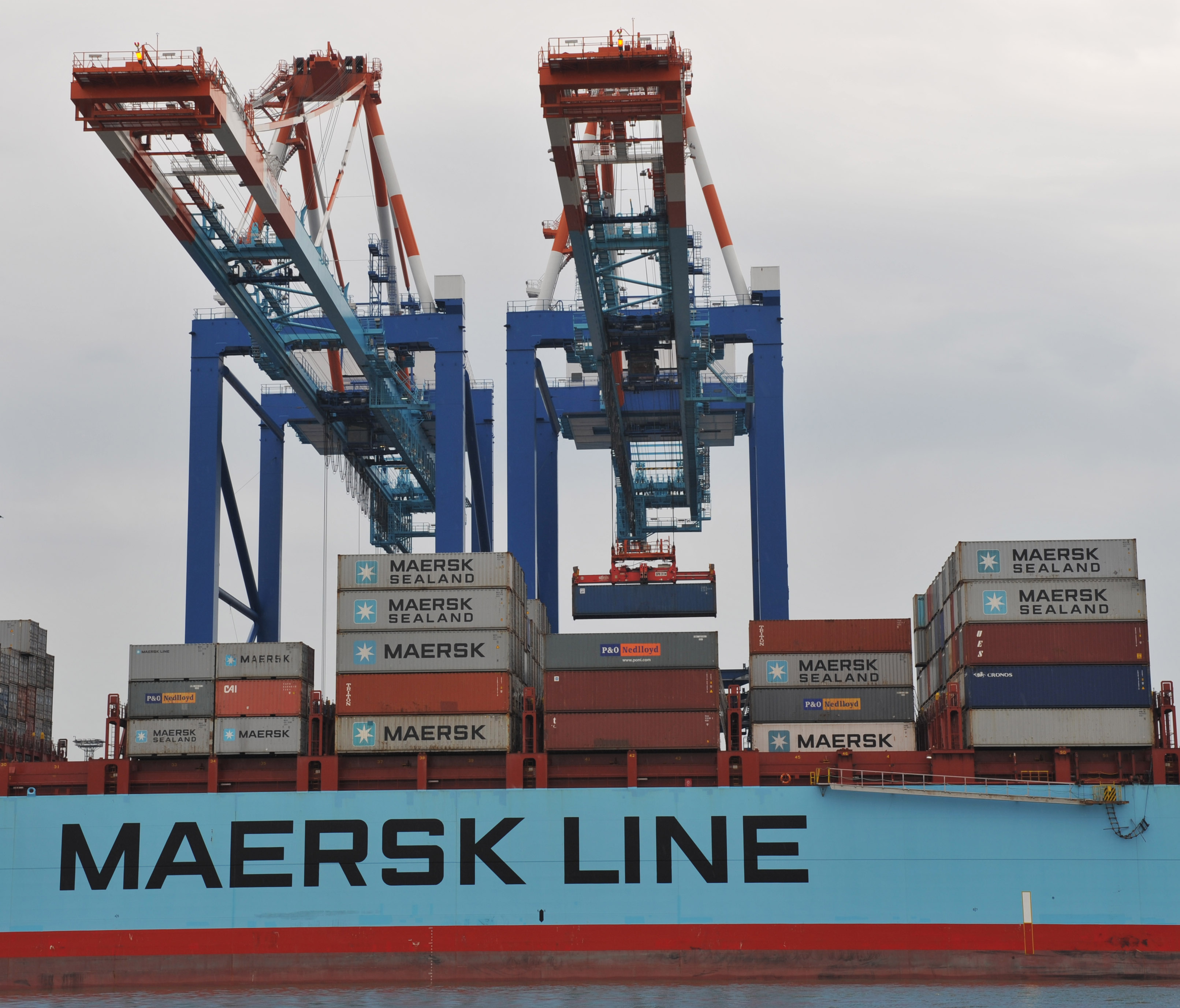
Containerbrücken

Eine Containerbrücke, auch Containerkran oder Portainer genannt, ist ein Portalkran, mit dem ISO-Container zwischen Schiff und Kai umgeschlagen werden. Sie gehört zu den Hebezeugen und besteht aus einer Krananlage, einer Laufkatze und einer Schienenanlage zum Querverfahren entlang des Kais. Als Tragmittel zur Aufnahme der umzuladenden Container wird das Containergeschirr, der so genannte Spreader, verwendet.

## Funktionsweise

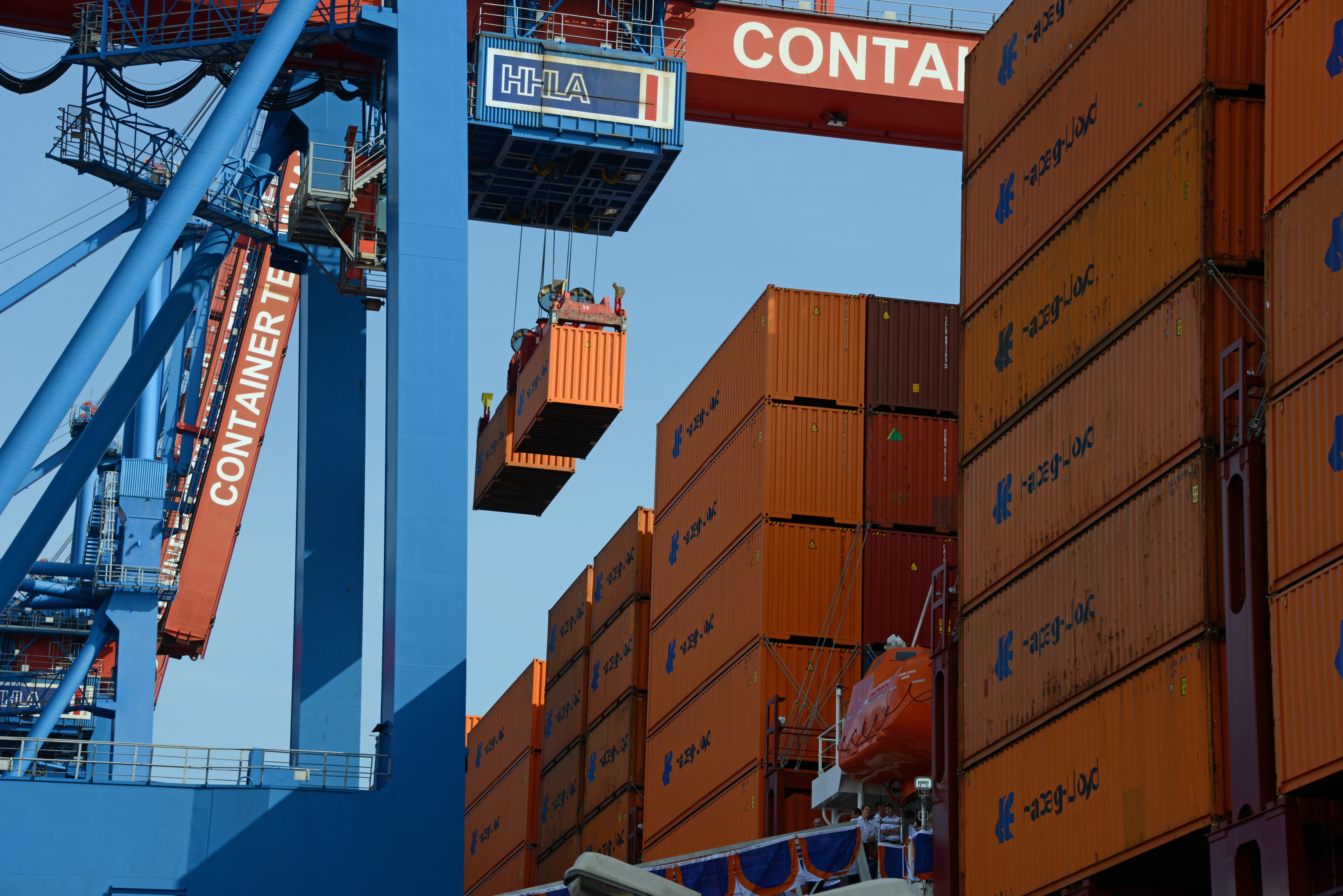
Containerverladung im Hamburger Hafen

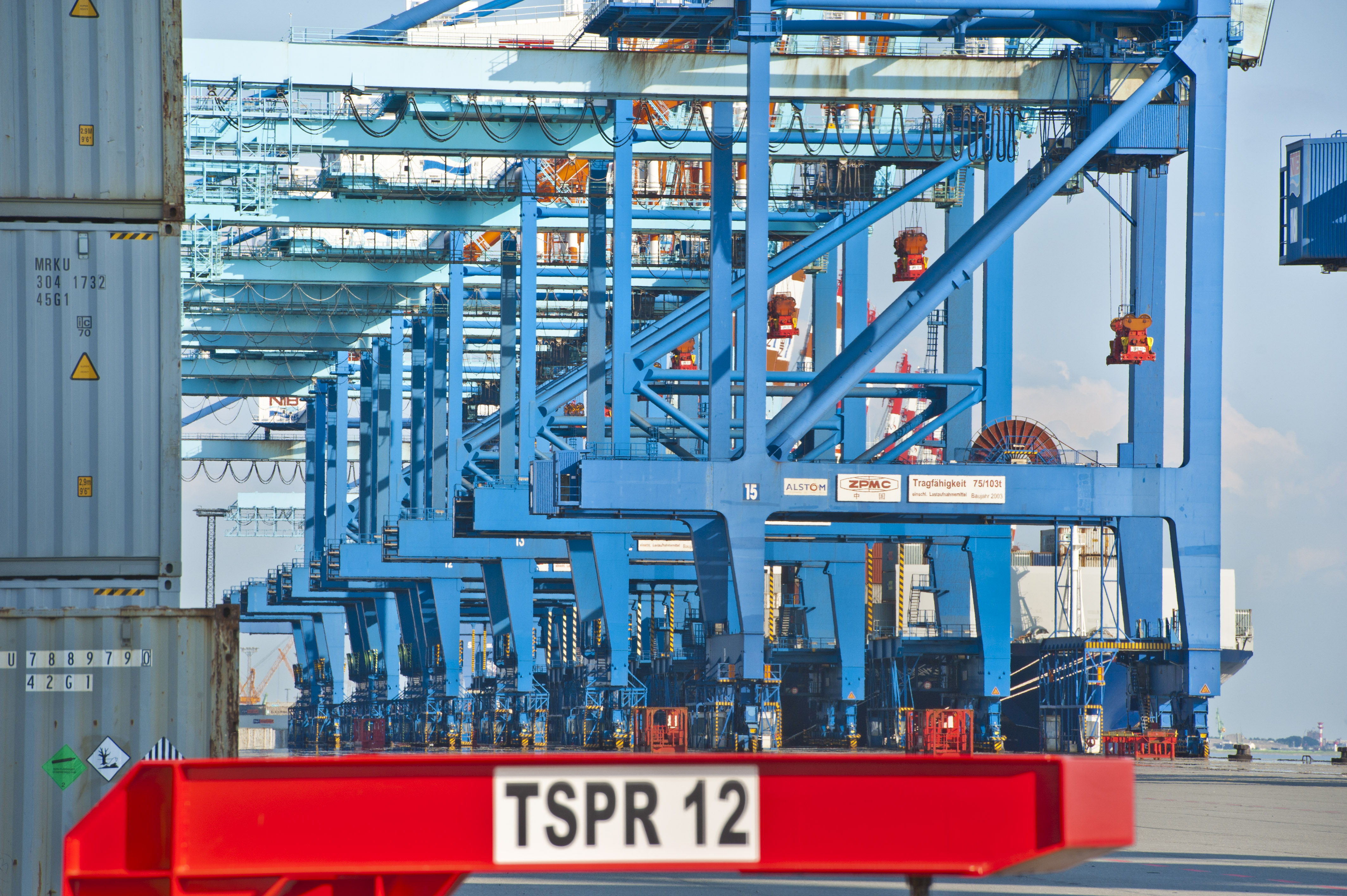
Container-Terminal Bremerhaven

Mithilfe einer Containerbrücke können Containerschiffe rasch und effizient be- und entladen werden. Eine Brücke schafft etwa 20 bis 30 Umschlagvorgänge pro Stunde, damit maximal 400–900 t/h. Sie wird aufgrund gesetzlicher Vorschriften nicht-automatisiert von einem Brückenfahrzeugführer bedient. Dessen Führerkabine befindet sich in der Regel direkt an der Laufkatze, um stets eine gute Sicht direkt von oben auf den umzuschlagenden Container zu haben.
Die Containerbrücke stellt eine rechtwinklig zur Kaimauer liegende Laufbahn für die Laufkatze zur Verfügung, die wasserseitig bis zur äußersten Containerreihe quer über das Schiff, und landseitig bis in den Bereich hinter der Kranbahn reicht. Diese Laufbahn liegt höher als die höchste gestaute Containerlage auf dem Schiff. Nachdem die Containerbrücke auf der Kranbahn auf die Höhe der zu ladenden Bucht des Schiffes gefahren wurde, wird zur eigentlichen Be- oder Entladung die Laufkatze mit dem an den Seilen der Hubwinden hängenden Spreader über dem aufzunehmenden Container platziert und dieser auf den Container aufgesetzt. Nach dem fernbedienten Verriegeln der Twistlocks wird der Container so weit hochgehoben, bis er frei von Hindernissen durch Verfahren der Laufkatze an Land oder zum Schiff gebracht wird, wo er wieder abgesetzt wird. Beim Stauen im Laderaum unter Deck muss der Container – von den Cellguides geführt – oft viele Ebenen in den Laderaum abgelassen oder von dort heraufgehoben werden.
Auf der Landseite werden die Container an ein anderes Transportmittel übergeben bzw. davon übernommen, das diese vom oder zum Lagerplatz (Containerstapel) transportiert. Für den Transport der Container auf dem Terminal werden Portalhubwagen, Reach-Stacker und/oder automatisierte Transportsysteme (Automated Guided Vehicle AGV, Automated Lift Vehicle ALV) eingesetzt. Beim Umschlag zur Seeseite werden schiffsgebundene Umschlagseinrichtungen (z. B. Binnenschiff oder Port Feeder Barge) eingesetzt. Der gesamte Umschlag erfolgt oft rechnerunterstützt.
Der wasserseitige Ausleger einer Containerbrücke kann bei Nichtgebrauch meist in eine beinahe senkrechte Ruheposition hochgeklappt werden, um den Schiffsverkehr im Hafenbecken nicht zu behindern und Kollisionen mit den Decksaufbauten der an- oder ablegenden Containerschiffe zu verhindern.

## Containerbrücken in Deutschland

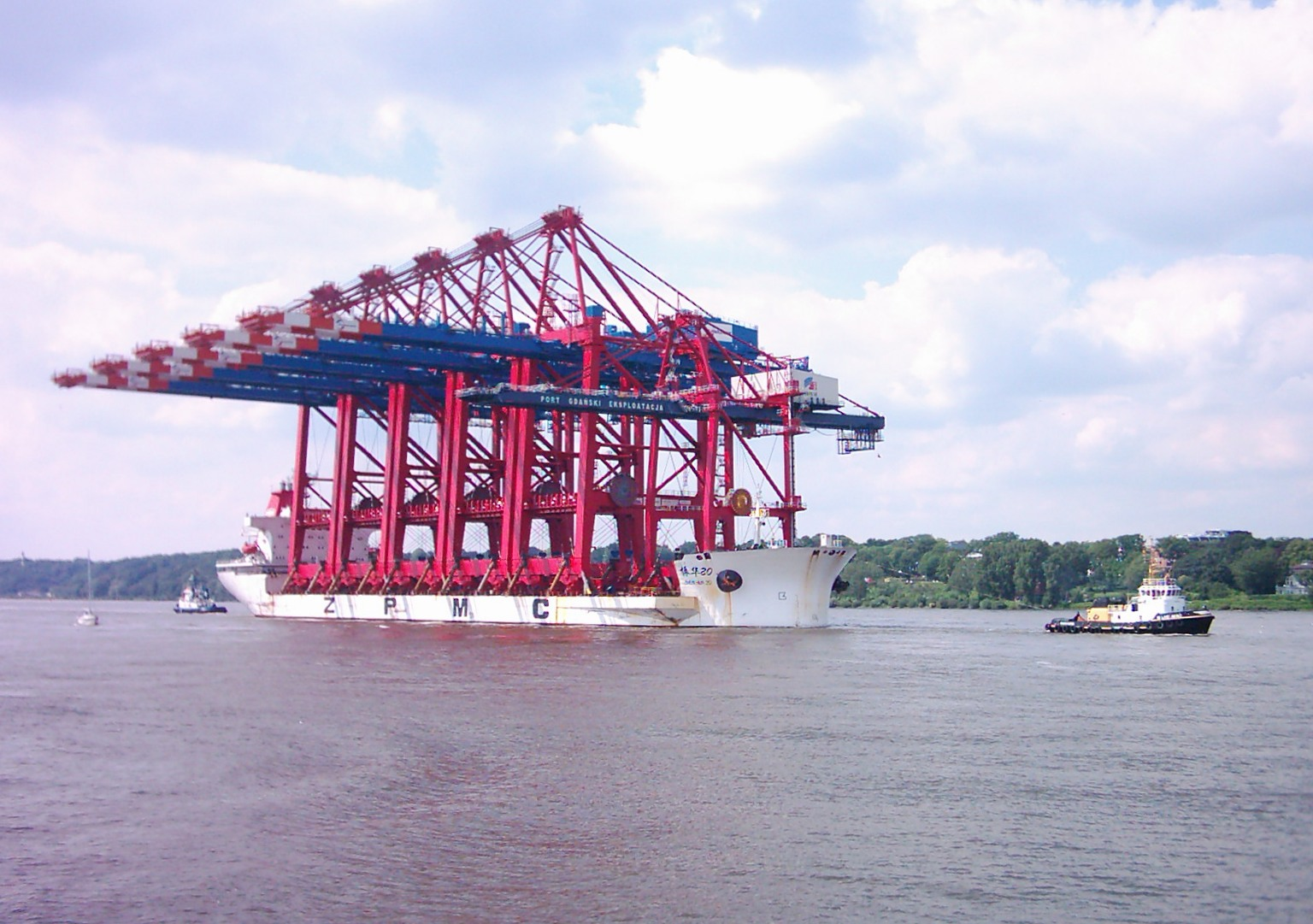
Transport von Containerbrücken auf der Elbe in den Hamburger Hafen

Die Containerbrücken auf dem JadeWeserPort in Wilhelmshaven haben ein Gewicht von jeweils 1750 t und sind 83 m hoch. Die Ausleger sind 69 m lang und können 120 t heben. Die vier im Sommer 2013 von ZPMC aus Shanghai an das Containerterminal Burchardkai (CTB) der HHLA in Hamburg gelieferten neuen Containerbrücken können mit ihren 74 m langen Auslegern Containerschiffe mit bis zu 24 Containerreihen nebeneinander bedienen. Dabei ist die Höhe so groß, dass an Deck neun Container übereinander gestapelt stehen können. Der Tandembetrieb gestattet es, mit einem Hub zwei 40-Fuß- oder vier 20-Fuß-Container umzuschlagen. Jede dieser Brücken hat eine Nutzlast von bis zu 125 t bei einem Eigengewicht von 2400 t.

## Transport von Containerbrücken
Der Transport der Containerbrücken vom Hersteller zum Aufstellungsort erfolgt entweder im fertig montierten Zustand auf Spezialschiffen wie der Zhen Hua 10 oder der Zhen Hua 23.
Oder sie werden in Einzelteilen geliefert und vor Ort montiert.